# Autofood
Autofood is een Nederlands bedrijf dat tankstations uitbaat. Autofood heeft verschillende tankstations, voornamelijk in de provincies Utrecht, Zuid-Holland en Brabant.

## Geschiedenis
Bij de oprichting van de onderneming in 1948 werd de naam Oliehandel de Lek geïntroduceerd, verwijzend naar de nabijgelegen rivier de Lek waar het bedrijf gelegen is.
In de jaren 50 was het gebruikelijk om als bedrijfsnaam de familienaam met de toevoeging OL (afkorting van Olie) toe te passen. Hierdoor werd de bedrijfsnaam 'HARTOL' (Hartog Olie).
In de jaren 60 kwamen er steeds meer merknamen die los stonden van bedrijfsnamen en familienamen. De bedrijfsnaam werd toen gewijzigd in Den Hartog b.v. Hierbij werd een nieuw logo gecreëerd: de olifant. De slurf verwijst naar de slang van de pomp. Later werd Autofood de nieuwe naam voor het bedrijf, de naam verwijst naar benzine en dieselolie, die beiden 'voeding' zijn voor de auto. Engelse termen deden reeds toen hun intrede en dit heeft duidelijk invloed gehad op de beslissing tot het kiezen van de merknaam 'Autofood'. Vanaf midden jaren 60 werd Autofood ook de merknaam voor alle brandstoffen van Den Hartog b.v..
In de beginjaren van Autofood bevonden de tankstations zich voornamelijk bij klanten op eigen terrein; voor eigen personeel en wagenpark. Daarnaast waren er veel garagebedrijven en fietsenwinkels die de brandstofverkoop combineerden met hun primaire business. Later werd overgestapt naar professionelere bedrijven die naast het tankstation uitgebreide shopformules en was-concepten aanboden in zogenaamde 'tankshops'.
Het netwerk van Autofood is door de jaren heen flink veranderd. Vanaf de jaren 60 tot begin jaren 90 groeide het netwerk van tankstations naar ruim 100 tankstations. Dit was in de jaren voor de sanering van enkele tankstations. De sanering bestond uit het afstoten van de kleinere tankstations omdat deze te veel geld kostten. Het aantal stations daalde toen van ruim 100 naar hooguit 50. Sinds 1994 richt Autofood zich op de middelgrote tankstations op het onderliggende wegennet.